# Nortt
Nortt (dänisch Nördlich) ist ein 1995 gegründetes Funeral- sowie Black-Doom- und Depressive-Black-Metal-Projekt.

## Inhalt und Konzept
Das als Nortt gegründete Projekt wird von einem Musiker unter dem gleichlautenden Pseudonym als Ein-Mann-Band geführt. Die Person Nortt gibt keine Angaben zur eigenen Person jenseits des Bandprojektes preis. Weder ist der Name, das Alter, noch das Aussehen von ihm bekannt. Auf den meist grobkörnigen Abbildungen ist er stets mit Corpsepaint zu sehen.
Als zentral konzeptionellen Fixpunkt des Projektes sieht Nortt den Tod als „unvermeidliches und verführerisches Phänomen.“ So beschreibt er den Tod in seinen Liedern „aus der Perspektive des Sterbenden und der Toten“, dabei würde „die Ungewissheit des Todes als spannender gepredigt, als der vertraute Schmerz des Lebens.“ Die Todesfaszination erhält Nortt zufolge in seinen Liedern eine erotische Komponente, welche eine Sehnsucht nach dem Tod zum Ausdruck bringt. Der Kulturwissenschaftler Scott Wilson bezeichnet diese Todesfaszination die bei Nortt zum Ausdruck kommt als „liebevolle Identifikation mit dem Tod.“ Der Musiker sieht sein bewusst herbeigeführtes Sterben als Abschluss eines erfüllten Lebens.

„Ich stelle mir meinen Tod als die Krone meines Lebens vor. Wenn ich alles erreicht habe, was ich mir gewünscht habe und wenn ich mental vorbereitet bin, werde ich in meiner Blütezeit sterben.“

Texte und Musik des Projektes stehen laut Nortt als Ausdruck der Überzeugung, dass der Tod „Ruhe, ewige Einsamkeit, unendliche Vergessenheit und undurchdringliche Dunkelheit“  berge. Seine Texte sollen die Musik ergänzend Dunkelheit und Trostlosigkeit vermitteln und „keine andere Hoffnung oder Erlösung als den Tod hinterlassen.“ Entsprechend bezeichnet er den Suizid im Zenit seines Lebens als Verwirklichung seiner selbst und als ultimative Blasphemie, welche seiner satanischen Überzeugung nach der absoluten Kontrolle seines Lebens entspricht. Mit Bezug auf die thelemische Lehre Aleister Crowleys lehnt Nortt jede Religion ab, die nicht seinen Vorstellungen entspricht. Seiner Auffassung zufolge dienen alle monotheistischen Religionen schwachen Menschen, die den Gedanken einer nihilistischen Welt nicht ertragen könnten und einer übergeordneten Führung bedürften. Er vertrete einen atheistischen Satanismus, in dessen Zentrum der Anthropozentrismus, im Besonderen der Freiheit des Menschen, vor dem Hintergrund des Wissens um die eigene Sterblichkeit stünde. So vertritt Nortt einen streng individualistischen Nihilismus, in welchem jeder Mensch als vollumfänglich verantwortlich für sein Handeln gilt. Entsprechend bezeichnet er seine Musik als Ausdruck seiner Überzeugung und diese individualistisch-satanische Überzeugung als weiteren essentiellen Bestandteil seiner Kunst.

„Ich verstehe mich absolut als Black-Metal-Musiker. Ein wahrer Black-Metal-Musiker ist ein Individuum, das Satan (unter anderem) dadurch huldigt, dass es Metal spielt.“

## Geschichte
Der Musiker Nortt gründete das Projekt 1995 und veröffentlichte von 1997 bis 1999 drei Demokassetten, bevor er in Kooperation mit Sombre Records 2002 die EP Hedengang herausbrachte. Nortt bezeichnet die Bandbiografie als „ziemlich simpel.“ Das Projekt begann eines Abends mit der Entstehung der ersten Songfragmenten. Dabei sei das einzige Ziel gewesen „dunkle Kunst zu erschaffen.“ Für ihn stand zugleich von Beginn an fest, dass es sich bei dem Projekt um eine Ein-Mann-Band handeln und diese immer als solche bestehen bleiben sollte. Diese Idee schloss Kooperationen in anderen Projekten allerdings nicht aus. So trat er 1997 Apollyon als Gitarrist und Bassist bei. Allerdings löste sich Apollyon bald darauf auf.
Ein Teil der Nortt-Demobänder wurde später durch unterschiedliche Label neu aufgelegt. So brachten Total Holocaust Records 2004 und Red Stream 2007 Graven erneut heraus und Possession Productions 2003 mit Mournful Monuments 1998–2002 eine Kompilation mit Demoaufnahmen und Stücken der EP. Die Wiederveröffentlichung von Graven wurde auf Deadtide als ein gelungener Einstieg in die Musik von Nortt bezeichnet, da Black Metal „kaum besser werden“ könne. Im gleichen Jahr wie die Kompilation Mournful Monuments 1998–2002 erschien das Album Gudsforladt über Sombre Records, welches Nortt erstmals internationale Beachtung einbrachte. Das Album wurde als Hybrid aus Funeral Doom und Black Metal hoch gelobt und als „eines der Besten je veröffentlichten“ Black-Doom-Alben bezeichnet.
Im Jahr 2004 erschien eine Split-EP mit Xasthur über Total Holocaust Records und Southern Lord, welche die gesamte Hedengang-EP enthielt. In Zusammenarbeit mit Possession Productions erschien 2005 das zweite Studioalbum Ligfærd. Das Album wurde als „eins der mit Abstand finstersten und lebensverneinendsten Alben aller Zeiten“ sowie als kreativer Höhepunkt des Projektes bewertet.
Zwei Jahre nach Ligfærd folgte das dritte Album Galgenfrist auf Avantgarde Music. Galgenfrist wurde als polarisierendes Werk wahrgenommen. Als solches bewerteten Rezensenten das Album als Musik, die eher einer emotionalen Erfahrung diene als technische Perfektion zu präsentieren. So lebe die Qualität der Musik „von der Atmosphäre sowie den Gefühlen und der Melancholie, die der Zuhörer währenddessen erfährt“, sofern sich der Rezipient auf diese einließe.
In den folgenden Jahren blieben neue Veröffentlichungen aus. Die bekannten Alben wurden derweil mehrfach neu aufgelegt. So erschien Ligfærd unter anderem 2006 über Viva Hate Records und 2010 über Cyclone Empire. Bereits im März 2008 kündigte Nortt Arbeiten an einem weiteren Studioalbum an. Eine Veröffentlichung blieb allerdings über einen längeren Zeitraum aus. Im Dezember 2017 erklärte Nortt, dass die lange Unterbrechung mit kreativen und privaten Entscheidungen im Zusammenhang stand. Die ersten Aufnahmen für ein auf Galgenfrist folgendes Album, entstanden zeitnah nach dessen Veröffentlichung und klangen für Nortt diesem Album zu ähnlich. ein weiterer Faktor war das zunehmende Aufkommen ähnlicher Musikgruppen, die sich für ihn durch einen besseren Gesamtklang und eine bessere Produktion auszeichneten.
Im Februar 2017 präsentierte Nortt erste Liedtexte auf seiner Webseite. Im Oktober wurde die Veröffentlichung für Dezember des gleichen Jahres angekündigt. Endeligt erschien, wie angekündigt, im Dezember 2017 über Avantgarde Music. Das Album wurde von Rezensenten unterschiedlich aufgenommen. Während einige Rezensenten das Album in den Kontrast zum Frühwerk stellten und die zunehmende Abkehr von der rohen Produktion und musikalischen Black-Metal-Elementen kritisierten, betonten andere einen gelungenen Minimalismus oder sahen in Endeligt eine Fortführung der vorausgegangenen Entwicklungslinie des Projektes. Jon Rosenthal nennt das Album in einer Rezension für Invisible Oranges „eine Reduzierung der sonst komplexeren Musik zu einer etwas kompakteren, welche dennoch den gleichen Geist“ vermittele. Die Musik bliebe trotz dieser Veränderung der selbstgewählten Genrebezeichnung Pure Depressive Black Funeral Doom treu.

## Werk und Wirkung

### Songwriting
Neue Stücke nehme Norrt, eigenen Angaben zufolge, ausschließlich nach Einbruch der Nacht auf. Dabei sei eine veränderte Wahrnehmung sowie die passende Atmosphäre von Bedeutung. Diese würde es ihm einfacher machen „zu fühlen, ob der musikalische Effekt präsent ist oder nicht.“ Dabei befände er sich in einem „leeren und tranceartigen“ Zustand.

### Rezeption und Einflüsse
Nortt wird gemeinhin, als Mischung aus Funeral Doom und Black Metal, dem Black Doom zugerechnet und gelegentlich als Funeral Black Metal bezeichnet. Despektierlich wurde die Musik gar als „Funeral Doom mit Kriegsbemalung“ betitelt. Nortt selbst nutzt unterschiedliche Abwandlungen der Bezeichnung Funeral Black Metal wie „Pure Depressive Black Funeral Doom Metal“ oder „Black Funeral Doom“ um die Musik zu kategorisieren. Aufgrund der Ideologie sowie der musikalischen Ausrichtung wird Nortt auch dem Spektrum des Depressive Black Metal zugeordnet.
Als die wichtigsten Einflussfaktoren auf den Stil des Projektes benennt Nortt Burzum, Aghast und Thergothon. Diese Bands hätten „den direkten musikalischen Grundstein für NORTT gelegt“, während viele verschiedene weitere Gruppen ihn über die Jahre inspiriert hätten. Auf Metalunderground wird die Musik mit dem Frühwerk der Drone-Doom-Gruppe Sunn O))) sowie mit der Funeral-Doom-Band Celestiial verglichen, und als Amalgam der Gruppen Ahab und Xasthur umschrieben. Auf Chronicles of Chaos hingegen wird die Musik als extreme Abwandlung und Verlangsamung der frühen Burzum betrachtet, wobei Nortt eine Verlangsamung des Black Metals erreichte, welche analog zu jener des Doom Metals durch Skepticism stünde. Der Musik wird hinzukommend ein hoher Anteil des Dark Ambient zugesprochen. Hierbei wird die Musik mit jener von Lustmord verglichen.

### Stil
Die Musik von Nortt gilt vornehmlich als sehr langsam. Das Gitarrenspiel sei kaum noch als Riffing zu bewerten, eher seien einzelne Akkorde auszumachen. Auf der Internetseite Chronicles of Chaos werden diese Akkorde als zentrales Element neben dem klagenden Gesang benannt und als „kriechend“ umschrieben. Auf Deadtide.com wird das Gitarrenspiel als „derart sonores Summen aus langsamen Riffs“ bezeichnet, dass man es „nur als einen konstant statischen Beat“ wahrnehmen könne, während das Webmagazin Myrrthronth auf „[ü]berzerrt[…], hallende und umwalzende Riffs“ hinweist. Das Schlagzeugspiel wird meist als besonders schleppend umschrieben. Es präsentiere anhaltend „als dürftig programmierter Puls das gleiche langsamen, tranceartige Spiel aus Kick und Hi-Hat“. Hinzu kommt eine „fast durchgängige Piano- und Orgeluntermalung“, die zumeist als „traurig“ wahrgenommen wird. Das Keyboardspiel untermale dabei durchgehend die Musik und unterstütze die angestrebte Atmosphäre. Der Gesang wird als Jammern und Klagen bezeichnet und mit jenem von Marco Kehren für Deinonychus verglichen. Dabei wird Nortts Gesang mitunter als sehr abwechslungsreich bezeichnet, da dieser „eindrucksvoll verschiedene Gesangsstile wie […] Hauchen, eine Art Jaulen und Flüstern“ kombiniere. Typischer Gesang, selbst der für den Black Metal übliche Keifgesang, sei laut Chronicles of Chaos jedoch nicht auszumachen.

## Diskografie
- 1997: Nattetale (Demo, Selbstverlag; 2019 Re-Release über GS Productions)
- 1998: Døden… (Demo, Selbstverlag; 2019 Re-Release über GS Productions)
- 1999: Graven (Demo, Selbstverlag)
- 2002: Hedengang (EP, Sombre Records)
- 2003: Mournful Monuments 1998–2002 (Kompilation, Possession Productions)
- 2003: Gudsforladt (Album, Sombre Records)
- 2004: Nortt/Xasthur (Split-EP mit Xasthur, Total Holocaust Records / Southern Lord)
- 2005: Ligfærd (Album, Possession Productions)
- 2007: Galgenfrist (Album, Avantgarde Music)
- 2017: Endeligt (Album, Avantgarde Music)
- 2025: Dødssang (Album, Avantgarde Music)